# 822年
| 千纪： | 1千纪                                                                                                  |
| 世纪： | 8世纪 \| 9世纪 \| 10世纪                                                                               |
| 年代： | 790年代 \| 800年代 \| 810年代 \| 820年代 \| 830年代 \| 840年代 \| 850年代                              |
| 年份： | 817年 \| 818年 \| 819年 \| 820年 \| 821年 \| 822年 \| 823年 \| 824年 \| 825年 \| 826年 \| 827年        |
| 纪年： | 壬寅年（虎年）；唐長慶二年；南诏大丰三年；吐蕃彝泰八年；日本弘仁十三年；渤海国建兴四年；金宪昌庆云元年 |

## 大事记
- 唐穆宗派正使刘元鼎、副使刘师老与吐蕃使者论讷罗同赴吐蕃王朝首都拉萨设盟坛会盟。
- 魏博節度使田布自殺，遭田弘正寵信的都知兵馬使史憲誠出賣，要求復行「河北故事」，田布不願，但史逼害甚急，於是仰劍自刎而死，士卒擁立兵馬使史憲誠繼任節度使。
- 武寧節度副使王智興逐節度使崔群，自任節度使。
- 唐穆宗不以國事為意，討王庭湊軍既無功，遂撤回，各返本鎮。

## 出生
- 紀安雄，日本平安時代貴族和儒學者
- 源融，日本嵯峨天皇之子
- 穆塔瓦基勒，阿拉伯帝国哈里发
- 丕平二世 (阿基坦)，阿基坦國王
- 雪峰義存，唐末五代著名禪師

## 逝世
- 藤原友人，日本奈良時代至平安時代貴族
- 韓公武，唐朝官员
- 韓弘，唐朝官员
- 金憲昌，新罗贵族
- 李结，唐顺宗之子
- 李夷简，唐朝政治人物
- 田布 (唐朝)，唐朝将领
- 王稷 (唐朝)，唐朝官员
- 嚴綬，唐朝大臣
- 最澄，日本天台宗的开创者